# مارام
مارام (به انگلیسی: Marham) یک روستا و محله مدنی در بریتانیا است که در King's Lynn and West Norfolk واقع شده‌است. مارام ۱۴٫۸۵ کیلومتر مربع مساحت و ۳٬۵۳۱ نفر جمعیت دارد.